# Důl Herring
Důl Herring byl černouhelný důl v Zastávce v Rosicko-oslavanském revíru, který založil Jan Arnošt Herring roku 1852. Zdejší těžba byla ukončena v roce 1877. Na krátkou dobu byla v letech 1950–1952 opět otevřena, byly zde dotěžovány zbytkové uhelné zásoby pomocí štoly v blízkosti jámové budovy. V roce 1992 bylo ústí štoly zazděno.

## Historie
V roce 1852 byla v severní části dnešní Zastávky založena úpadní jáma Těžířstvem rytíř Herring a spol. Těžba kvalitního uhlí na dole Herring byla zahájena v roce 1856 ze slojí č. I a II o mocnosti 2–6 m. V roce 1856 byla k dolu přivedena železniční vlečka. V roce 1870 byla společnost Těžířstvo rytíř Herring a spol. přeměněna na akciovou společnost Rosická báňská společnost v Božím Požehnání. V roce 1877 byla těžba úklonou jámou ukončena a důlní pole připojeno k nedalekému dolu Julius. Ústí úklonné jámy tvořila jámová budova a strojovna. Těžba uhlí byla zabezpečena parním těžním strojem, podobně byl parní stroj využíván i k čerpání důlní vody. Postaveny byly dílny a pro nakládku uhlí uhelná rampa. Pro vysokou pec Rosických železáren bylo v letech 1859–1862 v blízkosti dolu Herring postaveno 11 úlových koksárenských pecí, které roku 1869 doplnilo dalších jedenáct. Úlové pece byly zrušeny pravděpodobně v roce 1877. U dolu Herring byla postavena cihelna s devíti vypalovacími pecemi. Cihelna vyráběla mimo běžných cihel i cihelné tvarovky s ornamenty, které byly také použity na výzdobu jižní fasády jámové budovy podle návrhu vídeňského architekta Ludwiga Förstera. Budova byla po zrušení jámy přestavěna na byty, po první světové válce byla využívána částečně jako česká mateřská škola a částečně jako obecní škola. V roce 1968 byla budova necitlivě rekonstruována. Všechny ozdobné prvky byly otlučeny a byla provedena výměna oken. V roce 2005 proběhla rekonstrukce jámové budovy podle návrhu Ing. Arnošta Kejty. Nadále slouží jako obytný dům.

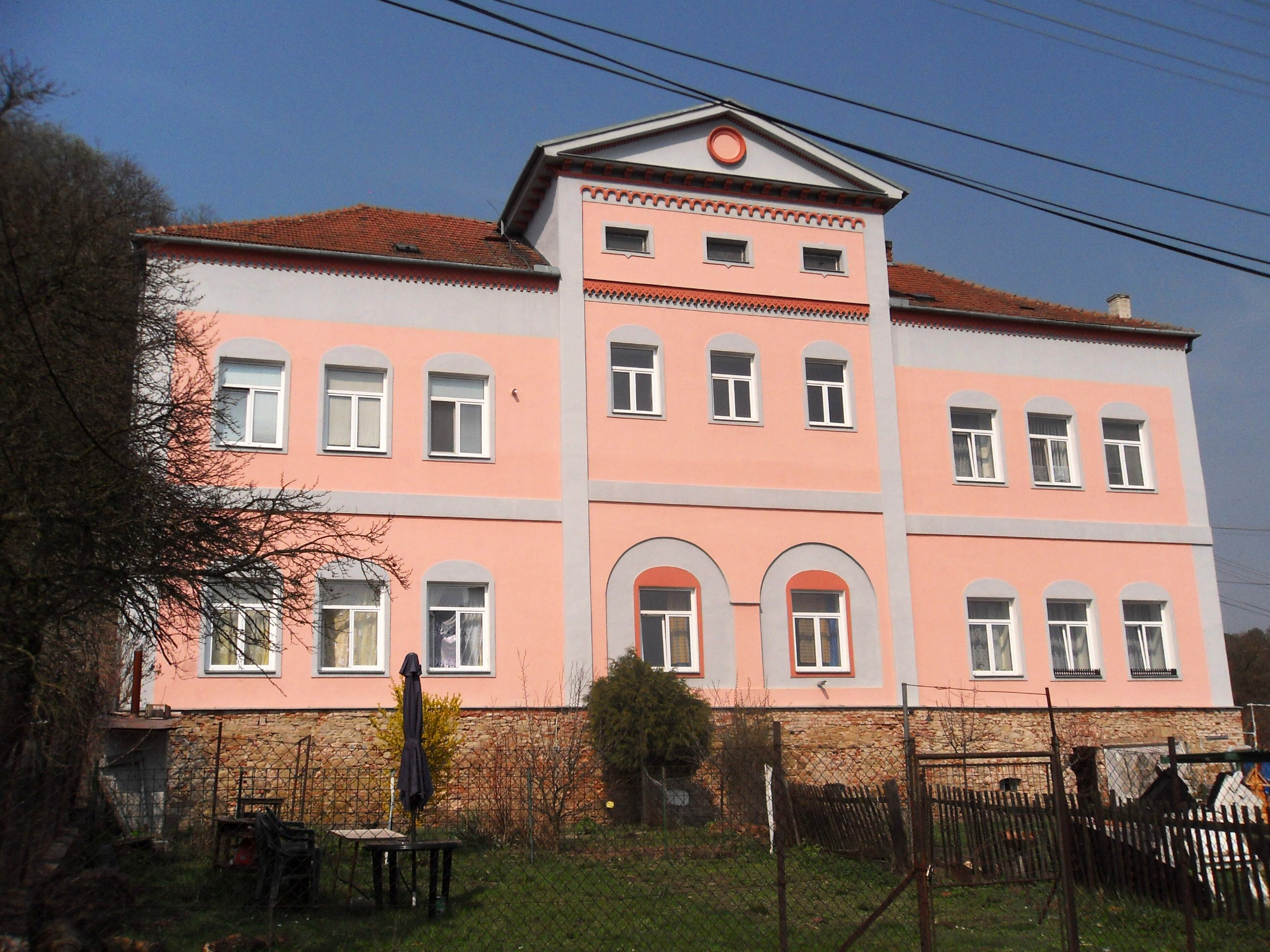
Bývalá jámová budova dolu Herring

V letech 1950–1952 byly dotěžovány zbytkové uhelné zásoby. Severovýchodně od původní jámové budovy bylo otevřeno nové dílo. Úpadnice zasahovala do hloubky 63 m, po ukončení těžby byla zasypána a v roce 1992 byla zazděna. Železniční vlečka byla zrušena v roce 2003.

## Ubytování
V blízkosti dolu Herring na Kloboučkách nechal Jan Arnošt Herring postavit 25 bytů a v oblasti současné Staré osady v roce 1853 šest dvoupodlažních budov (dnes č.p. 9–11). Dělnická kolonie dvoupodlažních budov byla nazývána Arbeiter Colonie, Amalien Grund (také Amalína) a později Stará kolonie. Projekt budov je přisuzován vídeňskému architektu Ludwigu Försterovi. Pro každý byt byla postavena hospodářská budova, sklep a zahrádka, do které byla přiváděna užitková voda z rybníka. Pro kolonii byly instalovány v ulici dva stojany na pitnou vodu a postavena pekárna, udírna a prádelna.